# تعطیلات پاندای کونگ‌فوکار
تعطیلات پاندای کونگ‌فوکار (انگلیسی: Kung Fu Panda Holiday) یک انیمیشن آمریکایی محصول سال ۲۰۱۰ است.

## بازیگران
- جک بلک
- آنجلینا جولی
- داستین هافمن
- جک مک‌بریر
- جکی چان
- ست روگن
- دیوید کراس
- لوسی لیو
- جیمز هنگ
- دن فوگلر